# Mall Parque Arauco Oriente
Mall Parque Arauco Oriente (anteriormente conocido como Megacenter Kennedy y Open Kennedy) es un centro comercial ubicado entre Avenida Kennedy y las calles Rosario Norte y Cerro Colorado, en la comuna de Las Condes, en Santiago, Chile. 
Desde abril de 2025, es propiedad de la cadena Parque Arauco. Obtuvo su nombre actual tras ser absorbido por el contiguo Mall Parque Arauco.

## Historia
Fue inaugurado en 1999 bajo el nombre de «Megacenter Kennedy» con la inauguración de las primeras sucursales en Chile de The Home Depot y Carrefour. Años más tarde, ambas cadenas cerraron sus operaciones en el país.
En 2015, Falabella, la empresa dueña del centro comercial, presentó a la Municipalidad de Las Condes una solicitud de modificación para el recinto: un edificio de 47 500 metros cuadrados divididos en tres niveles de subterráneo y siete pisos de altura.
En 2017, cerró sus puertas para iniciar su remodelación, cuyas obras finalizaron a fines de 2019. El 12 de diciembre de 2019 comenzó a operar de forma parcial bajo su nuevo nombre: «Open Kennedy», como parte del grupo Open Plaza de la división inmobiliaria del grupo Falabella.
En diciembre de 2020, comenzó la construcción de «Espacio Vértice», un proyecto de 1 700 metros cuadrados con áreas de entretenimiento para el público infantil junto a zona de co-work y un sector de restaurantes llamado «Santiago Open Gourmet».

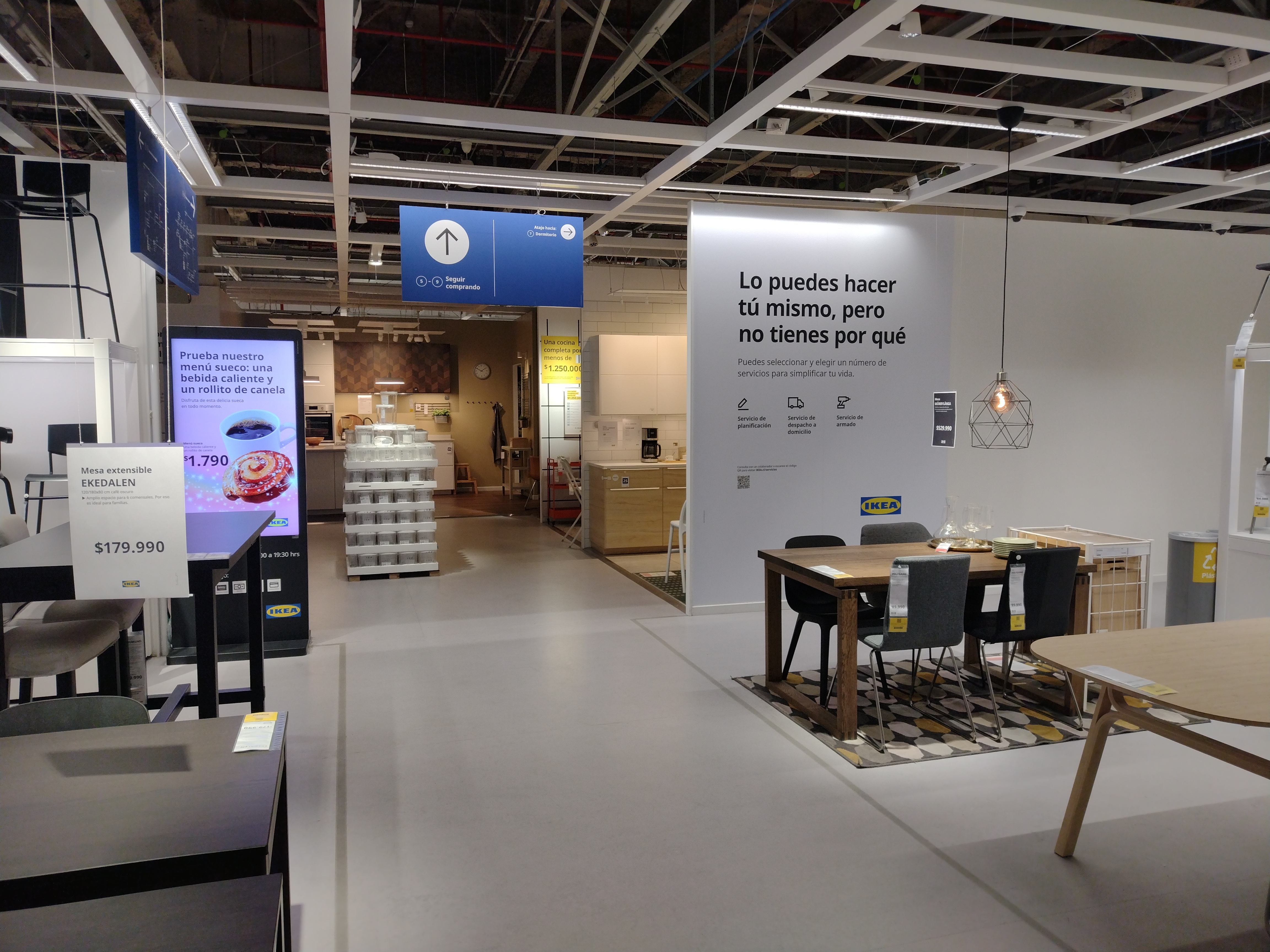
Interior de IKEA Open Kennedy en 2022

El 10 de agosto de 2022, IKEA abrió su primera tienda en Chile en el espacio que anteriormente correspondía a la desaparecida marca Homy.
El 28 de agosto de 2024, Falabella confirmó la venta del centro comercial a Parque Arauco, dueño del vecino centro comercial homónimo, sumando 54.000 m² de superficie comercial a este último. En abril de 2025, los operadores concretaron la adquisición total por un monto aproximado de 173 millones de dólares, convirtiéndose en la mayor inversión realizada por la empresa hasta ese entonces. Desde entonces, el centro comercial fue integrado como parte del vecino Mall Parque Arauco y dando fin a la marca Open Kennedy.

## Futuro
A fines de marzo de 2024, Metro anunció que la futura estación Parque Araucano de la línea 7 del Metro de Santiago tendrá dos accesos secundarios desde el entonces «Open Kennedy» y su vecino Parque Arauco en ambas veredas norte de la intersección de Rosario Norte con Cerro Colorado. Esta inversión asciende a los 8,2 millones de dólares y será íntegramente pagada por los centros comerciales.
Para acomodar la futura conexión intermodal, el periódico Diario Financiero informó que se reconfigurará la ubicación de los locales comerciales en el primer subterráneo, incluyendo la remodelación del sector de jardín y botánica de Homecenter Sodimac, para conectar el flujo desde la estación de Metro.